# 噴泉 (杜象)
《噴泉》又譯為《清泉》，是美籍法裔藝術家馬塞爾·杜象於1917年創作的作品，這也是他稱為「現成物」的系列作品之一。杜象在《噴泉》這件作品中使用了在紐約第五大道118號的J·L·莫特鐵工坊連鎖店購買的貝德福郡型（Bedfordshire）陶瓷小便斗，將其命名為「噴泉」並署名「R. Mutt 1917」（R·馬特，1917年作）簽名字樣。杜象他本人表示「Mutt」一詞源自於購買小便斗的商店名稱「Mott」，並參考漫畫《馬特與傑夫》而重新命名。1917年4月，杜象趁著獨立藝術家協會計畫在紐約中央大廈舉辦第一場藝術展覽時，作為挑釁而把這件作品提交給協會。
儘管協會當時在規章中提到藝術家只要繳交費用後，便會同意任何作品於展覽上展示，但是理事會最終仍拒絕《噴泉》向公眾展出。之後該作品則在美國攝影師阿爾佛雷德·斯蒂格利茲的工作室拍攝，並於藝術期刊《盲人》上刊登照片，但是1917年的原始作品不久後就遺失。不過到了1964年時，杜象已經接受委託製作17個不同設計的《噴泉》重製品，不過這些重製品大多並非真正的現成物、而是嘗試重新仿製原始作品。後來這些重製品陸陸續續在世界各大博物館或美術館中展示，這包括有費城藝術博物館和以色列博物館等。
儘管長期以來杜象被認為是《噴泉》的創作者，不過也有一些學者提出德國達達主義藝術家艾莎·馮·費萊塔格-蘿玲霍芙才是真正的作者。《噴泉》除了被許多歷史學者、理論家和藝術工作者視為達達主義上最具代表性的藝術品外，同時也是現代藝術發展中標誌著重要轉變的作品，其中探討了包括藝術定義等爭論。包括德國評論家培德·布爾格等藝術史學者和前衛理論家對這件作品發表許多意見，甚至認為這件作品和送交展覽足以被認為是20世紀藝術發展的重要里程碑。

## 作品

### 製作方法

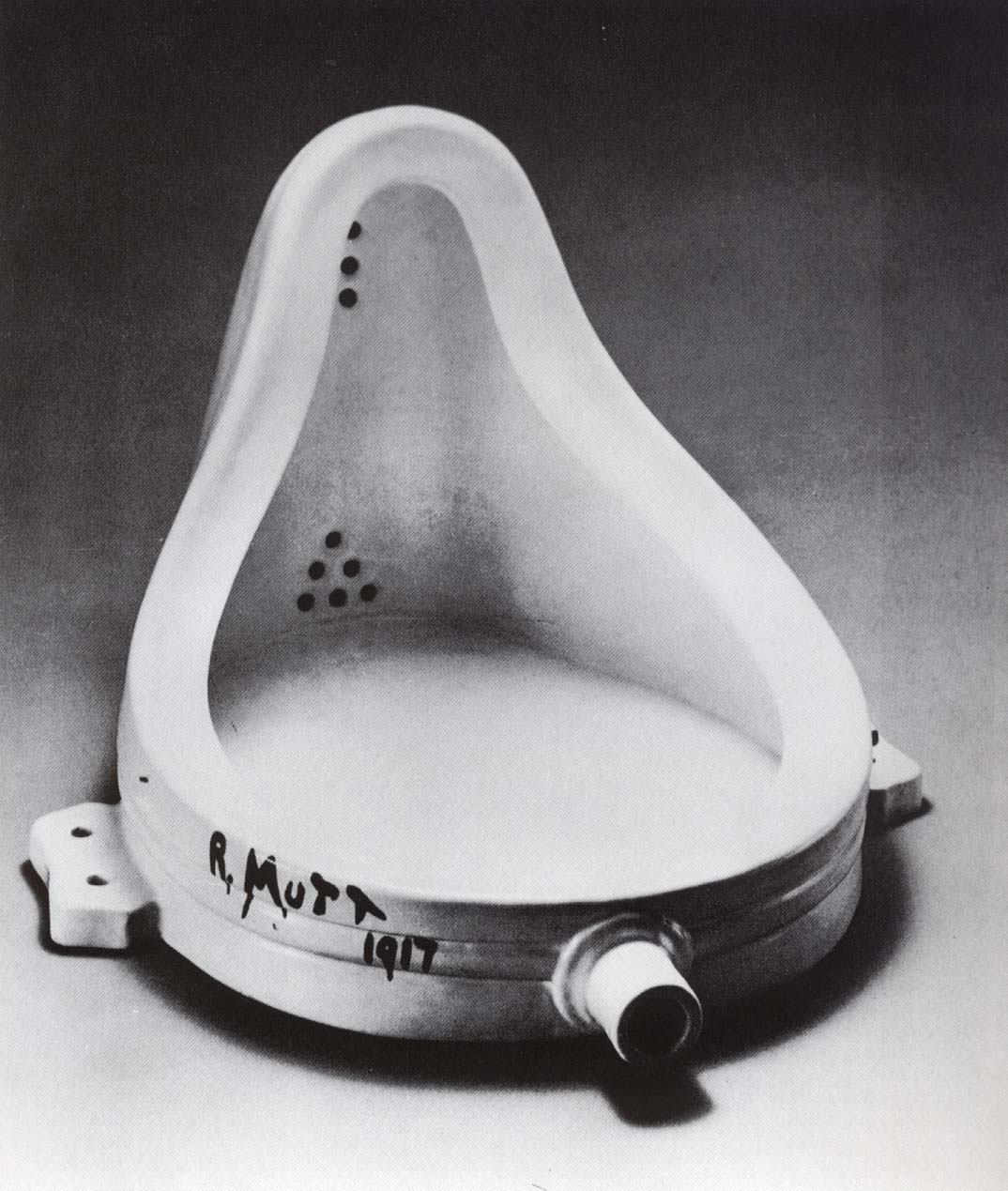
1917年時，由阿爾佛雷德·斯蒂格利茲所拍攝的《噴泉》照片。

《噴泉》所採取的製作手法是移轉某個實體或者產品之想法的現成物手法，其中馬塞爾·杜象並非親手製作雕塑作品、而是透過「選擇」把工業製作的小便斗商品放置在現代藝術展覽上，進而賦予其意義。杜象所做的行動除了嘗試將其展示外，便僅有前往位於紐約的J·L·莫特鐵工坊購買標準衛浴設備——白色陶瓷小便斗，以及使用黑色油漆在小便斗右側表面添加大寫標示的「R. Mutt 1917」（R·馬特，1917年作）署名。對此杜象認為把小便斗翻轉90度後便脫離其原本的功能性，同時於表面署名也更加確認其藝術作品的定義。杜象在提交給獨立藝術家協會時把作品命名為「噴泉」，後來理事會的討論也以此名稱進行。不過阿爾佛雷德·斯蒂格利茲在藝廊為《噴泉》拍攝時將其取名為「廁所聖母」（Madonna of the Bathroom），而法國報紙《文雅信使》於1918年報導這次事件時則將這件作品稱為「浴室佛像」（Le Bouddha de la salle de bain）。
儘管這並非不是杜象第一次製作現成物藝術，但是《噴泉》是他第一次把這類型作品安排在現代藝術展覽上展示且加以宣傳。在這之前杜象許多現成物作品仍然留在藝術家工作室，甚至尚未給美國攝影師阿爾佛雷德·斯蒂格利茲拍攝紀錄，而當時包括支持其的藝術贊助人沃爾特·康拉德·阿倫斯伯格也尚未收藏這類型作品。1916年時杜象曾經在資產階級畫廊（Galerie Bourgeois）展示現成物作品，然而有關現成物的概念仍然被社會大眾所忽視。甚至到了1917年時，杜象與沃爾特·阿倫斯伯格、约翰·科弗特、凱薩琳·蘇菲·德萊厄、威廉·格拉肯斯、阿爾伯特·格列茲、約翰·馬林、沃尔特·帕克、曼·雷、瑪麗·羅傑斯、約翰·斯隆、約瑟夫·斯泰拉等人共同創辦獨立藝術家協會，其他成員也不知道杜象正在思索有關否定當時藝術製作觀念的現成物。
不過到了今日，1917年時於美國紐約首次嘗試展示的《噴泉》最早版本已經丟失，僅有阿爾佛雷德·斯蒂格利茲在攝影分離派小藝廊於所拍攝的照片作為紀錄。之後杜象則以類似的方式製作許多《噴泉》的重製品，例如當前於法國現代藝術博物館龐畢度中心展示的《噴泉》則是1964年完成的重製品，其主要材料為已經塗上釉料的白色陶瓷小便斗和顏料，尺寸大小則為63公分×48公分×35公分。在重製品中除了用黑色油漆寫下標誌性的「R. Mutt 1917」外，在小便斗下方還鑲嵌著印有「Marcel Duchamp 1964 （數字1至8） / Rrose / FONTAINE 1917 / Édition Galerie Schwarz , Milan」（馬塞爾·杜象，1964年重製 / 蘿絲 / 噴泉，1917年作 / 米蘭須瓦茲畫廊）。

### 文字遊戲

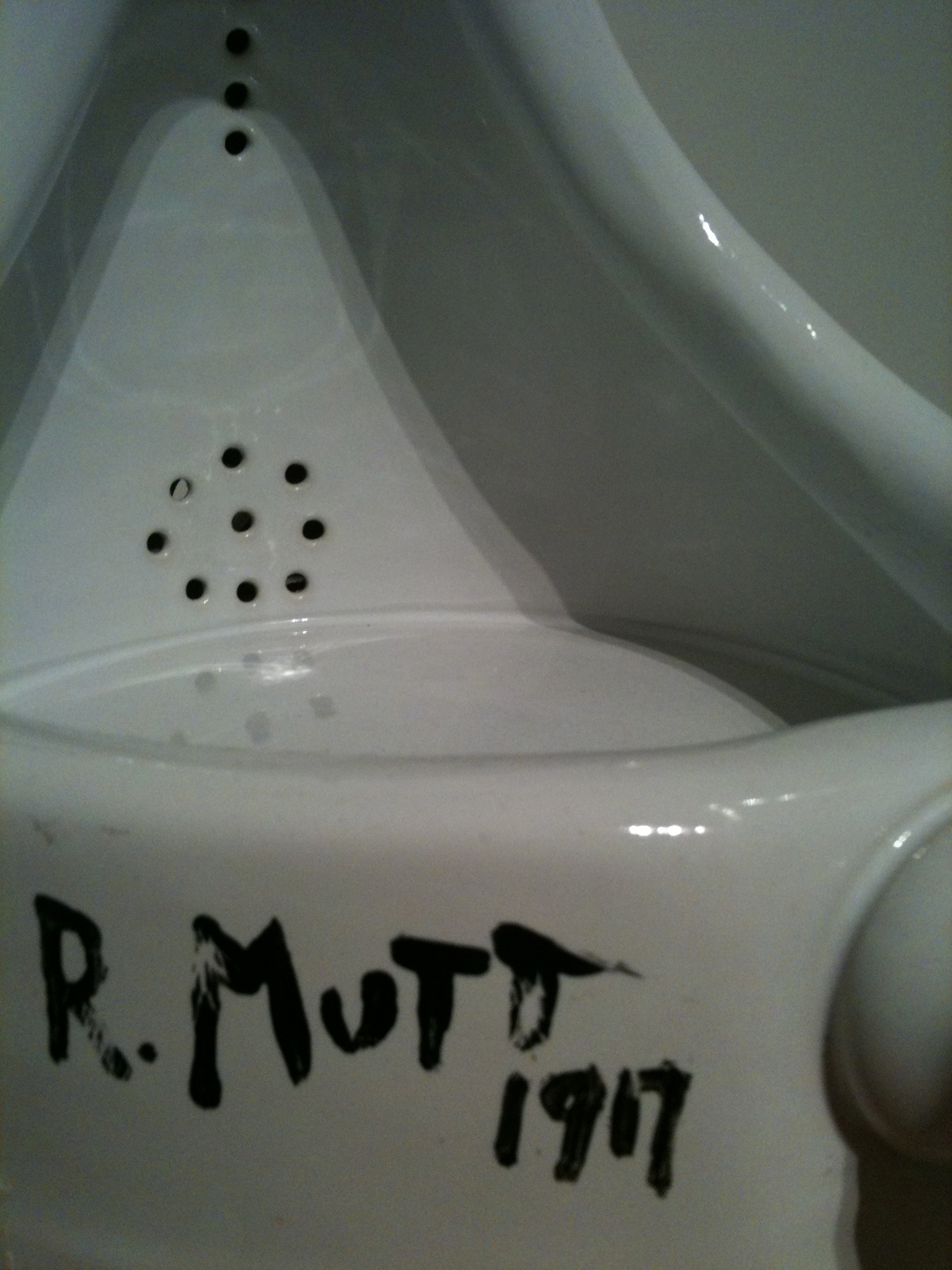
《噴泉》重製品右側的「R. Mutt 1917」簽名。

關於以「達達」作為藝術運動名稱的原因、以及《噴泉》的作品名稱和上面「R. Mutt」簽名的意義與目的，即便這些緣由存在的話仍然很難準確地論斷。但由於杜象在創作時常常在作品中使用文字遊戲和故意混淆名稱，這使得普遍認為杜象在雙關語的使用上極為重視。例如以《噴泉》的作品名稱「噴泉」予以探討的話，在德語之中便同時包含有「飲水機」、「水箱」、「起源」、「原產地」或「源頭」等含意。另外杜象在英語單字使用上選擇「噴泉」而不是「小便斗」，則被認為藉由重新命名的方式使得小便斗提升至藝術作品地位。同時關於作者匿名使用的名稱和署名也引來許多討論，例如無法確認杜象或者其他可能的作者是否參考德語的「Armut」（意謂「貧窮」），或者是與德語「Urmutter」（意謂「偉大的母親」）有所關連。
其中根據美國藝術作家柏恩·哈姆所提出的觀點，認為與「R. Mutt」相近的德語「Armut」意味著貧困。而「Mutt」在英語單字使用上，本身則包括有「傻子」、「笨蛋」、「狗」等含意。但是杜象在達達主義雜誌《盲人》第二期報導上表示前方的「R.」是「理察」（Richard）簡稱，而「Richard」在法語中是指不懂禮貌的富人，另外在俚語中的意思則有零錢包之意，這使得《噴泉》被認為是指稱沾滿糞便的金牛犢。而當把「理察」（Richard）的音節分開念出時，則可以讀成「富有」（Rich）和「藝術」（Art）的諧音，因此又被視為指涉「富有的藝術」。隨著時間的推移，開始有評論者藉由奧地利心理學家西格蒙德·佛洛伊德提出的心理學和性快感理論嘗試解釋。其中小便斗的外型便因而被解釋為類似「陰莖象徵」或者「陰道」，並且以此類推作者可能具有女性化特質或者是雙性戀傾向，以及認為「R. Mutt」一詞源自於德語象徵母親的「Urmutter」。
而杜象對於為《噴泉》這件作品創造了另我的名字曾經發表過意見，表示這個名字源自於由漫畫家巴德·費舍爾創作、當時美國著名的連環漫畫《馬特與傑夫》，其中馬特與傑夫分別是故事中的配角與主角，同時這一挪用也使得這個名字具有一定商業性質。對此杜象表示：「『Mutt』這個名字取自莫特（Mott）工坊，這是一家大型的衛生設備製造商。可是『Mott』這個名字太接近了，所以我參考連環漫畫《馬特與傑夫》改成『Mutt』。但也沒那麼接近，就只是『R. Mutt』而已。」不過瑞典藝術評論家烏爾夫·林德認為將「R. Mutt」倒轉過來發音後，則會類似於杜象在1918年的繪畫作品名稱「Tu m」；而比較文學學者魯多夫·昆斯里（Rudolf Kuenzli）則認為結合「R.」在法語中的「藝術」、以及「Mutt」在英語中的「混蛋」意思，認為「R. Mutt」實際上是指「藝術混蛋」。另外如同杜象另外一件作品《L.H.O.O.Q.》使用英語表示法語諧音的作法，進而將「R. Mutt」解釋成英語「art mute」（無聲藝術），認為藉此象徵杜象透過署名便能將物件提升至藝術地位；而如果把「R. Mutt」的大寫字母和小寫字母分開將得到「R.M」和「utt」。其中「R.M」代表《噴泉》本身的手法「現成物」，而大聲念出「utt」時則會聽起來像是法文的「eut été」，兩者組合起來的意思就是「曾經是現成物，1917年」。

## 歷史

### 達達主義

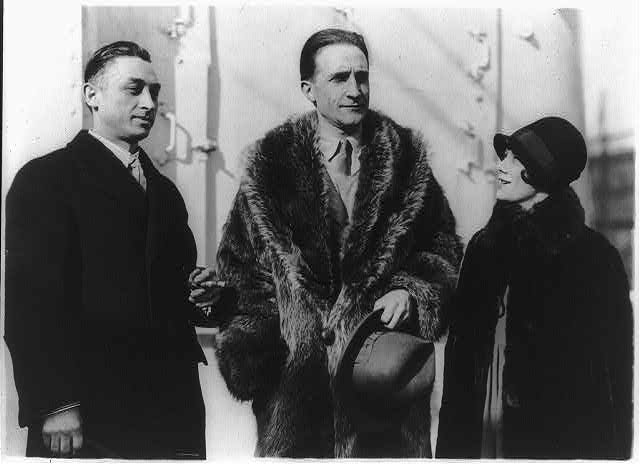
馬塞爾·杜象（中立者）和其友人利昂·海特（Leon Hartt）夫婦。

1914年第一次世界大戰爆發後杜象的兄弟和許多朋友都在軍隊服役，這使得豁免兵役的杜象在巴黎感到不舒適。同時《下樓梯的裸女二號》在美國軍械庫藝術博覽會引起震撼，並幫助杜象在博覽會上販售其遞交的4張畫作。也因此杜象獲得旅途資金並決定於1915年移民至美國，在抵達紐約後他對於自己已經是個名人而感到驚訝。在那裡他很快便與藝術贊助人凱薩琳·蘇菲·德萊厄和藝術家曼·雷結識，之後杜象還認識了藝術贊助人沃爾特·康拉德·阿倫斯伯格夫婦、女演員暨藝術家貝翠絲·伍德、前衛藝術家弗朗西斯·畢卡比亞等人。一開始只能夠講少部分英語杜象後來為了維持生計，選擇擔任家庭教師教導法語課程以及在圖書館工作，這也讓他很快就學會了英語。
而進入20世紀後，整個社會開始重新批評傳統觀念並且提出藝術改革之理想，期間如印象派等藝術運動陸陸續續快速發展。隨後主張反理性、反邏輯和反藝術概念、批評傳統文化和形式美學的達達主義，則作為一種激進運動自瑞士蘇黎世開始發展。很快地達達主義作為一種前衛藝術運動而在歐洲獲得廣泛推廣，到了1916年時已經該風潮已經蔓延至德國柏林。不過相比之下紐約達達的發展與歐洲達達主義相比處於較不嚴肅的風格，同時也未有特別的推廣組織成立。其中杜象的朋友弗朗西斯·畢卡比亞便與蘇黎世達達主義團體有所接觸，並且為紐約藝術圈帶入主張荒誕且反藝術的達達主義思想。
1915年夏天，杜象和前往位於康乃狄克州龐弗里特住家度假的藝術收藏家阿倫斯伯格夫婦結識。其中阿倫斯伯格夫婦自1913年開始便陸陸續續收藏尚·梅金傑、查爾斯·席勒、沃尔特·帕克、貝翠絲·伍德、埃爾默·歐內斯特·索瑟德等現代藝術家作品，後來兩人更成為大量收藏杜象作品的收藏家之一。在美國期間，杜象成為從紐約橫跨哈德遜河至瑞吉菲爾德地區活躍的藝術家；在這過程中杜象逐漸成為紐約達達的領導人物，並且與攝影師阿爾佛雷德·斯蒂格利茲、未來主義藝術家約瑟夫·斯泰拉、立體主義藝術家阿爾伯特·格列茲有著密切往來。

### 製作和提交

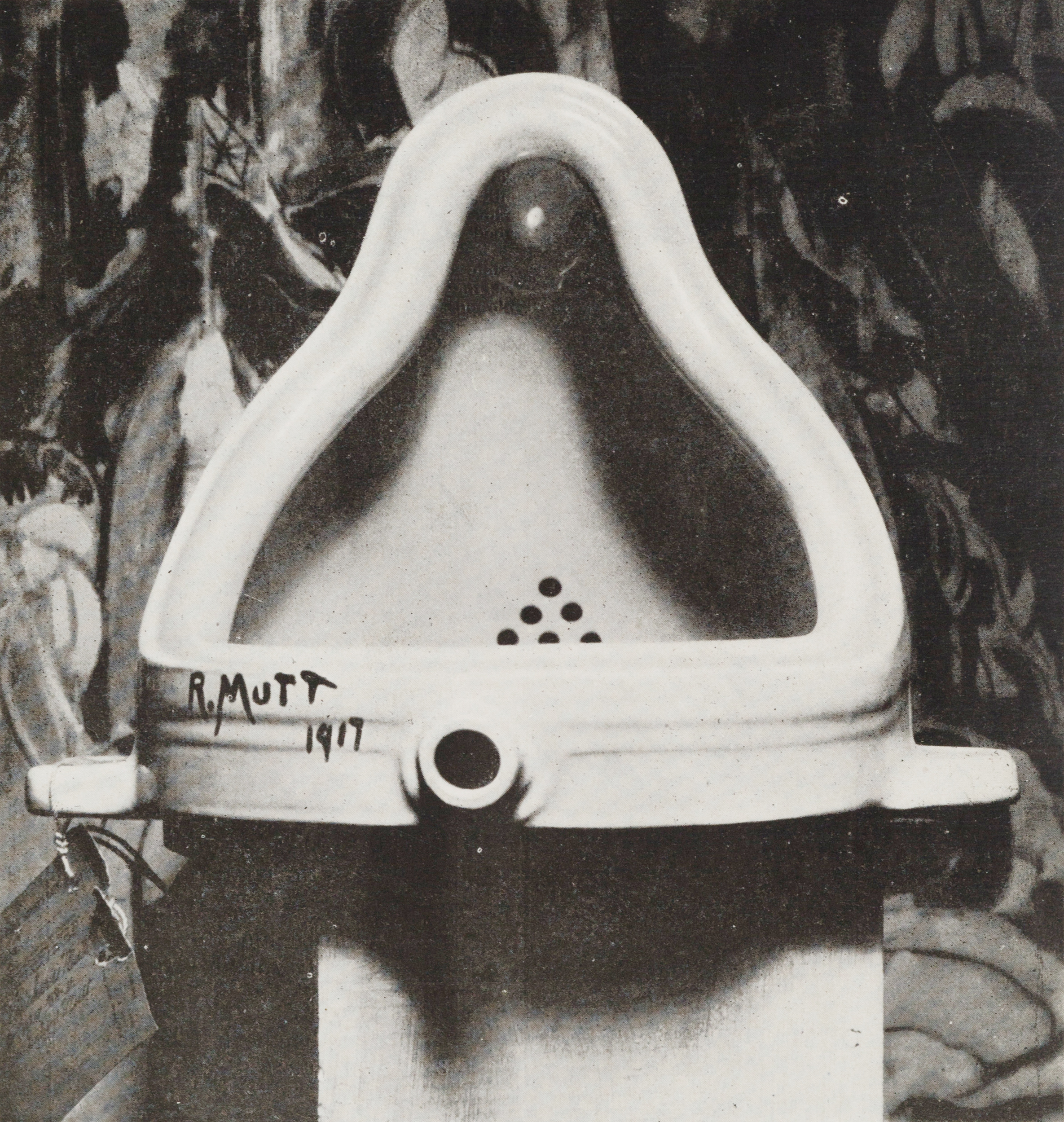
1917年時，由阿爾佛雷德·斯蒂格利茲為《噴泉》拍攝的照片，後方則為美國畫家馬森·哈特利的作品《戰士們》（The Warriors）。

在描述《噴泉》創作情況的主要說法中，杜象和約瑟夫·斯泰拉、沃爾特·康拉德·阿倫斯伯格一同向位於紐約第五大道118號的J·L·莫特鐵工坊購買標準貝德福郡型（Bedfordshire）小便斗。當白色陶瓷小便斗運到杜象位於西67街33號的工作室後，杜象把小便斗從原本正常的使用位置重新翻轉了90度。同時杜象還在把小便斗翻轉後的水管接頭方向，在其右側另外寫上「R. Mutt 1917」（R·馬特，1917年作）作為署名。
而在1916年12月時，杜象在提交1美元的象徵入會費後成為紐約新成立的獨立藝術家協會理事，也是當時獨立藝術家協會唯一一名來自歐洲的創辦人。於美國成立的獨立藝術家協會參考法國於1884年成立的獨立藝術家協會主張，認為在展覽籌畫時不應當對於藝術作品予以審查，也不應當事前組織陪審團或者針對某議題提出獎項。同時協會也標榜只需要填寫簡單的入會表格後，任何類型的藝術家都能夠成為會員。其中理事會選舉現實主義畫家威廉·格拉肯斯擔任主席，另外杜象的藝術收藏家友人，執行委員會的另一名成員是杜象的藝術收藏家朋友、同時間擔任藝術家經理協會主席的沃爾特·康拉德·阿倫斯伯格，其他創辦成員還有约翰·科弗特、凱薩琳·蘇菲·德萊厄、阿爾伯特·格列茲、約翰·馬林、沃尔特·帕克、曼·雷、瑪麗·羅傑斯、約翰·斯隆、約瑟夫·斯泰拉等人。
但儘管杜象當時已經是獨立藝術家協會的理事，然而他選擇隱匿自己與作品間的關係，而另外把這件作品以「R·馬特」的名義將《噴泉》視為雕塑作品，提交給獨立藝術家協會以進行首次展出。其中獨立藝術家協會於計畫在1917年4月10日至5月6日時、於紐約中央大廈舉辦第一屆獨立藝術家展覽會，根據其宗旨協會委員會將不會組建評審團進行評選或者頒發獎項，而是不經過審美程序而展出所有收到的藝術作品。而根據規章，參與協會的任何成員僅需要花費6美元便能夠在展覽上發表至多2件藝術作品，這使得這次展覽會上共計有1,200多名藝術家參與、共計有2,500件作品，其中法國雕塑家康斯坦丁·布朗庫西、西班牙畫家巴勃羅·畢卡索等人也參與這次展覽。其中杜象特意「R·馬特」設定成來自費城且完全不知名的匿名藝術家，而除了沃爾特·阿倫斯伯格事前已經知道計畫外，絕大部分理事會成員都不知道《噴泉》實際上便是杜象所提交。

### 遭到拒絕

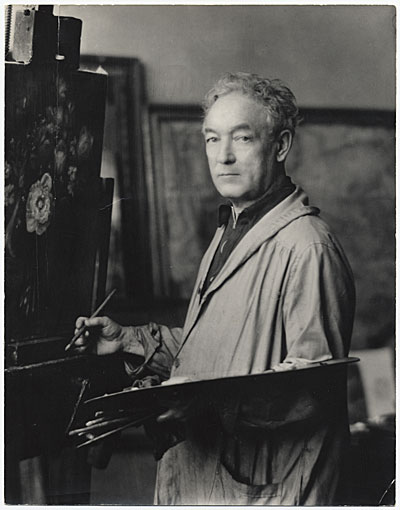
擔任理事會主席的威廉˙格拉肯斯最後確定《噴泉》不應展出。

理事會很快便對《噴泉》是否能夠展出進行長時間且激烈的討論，其中討論的主題圍繞在「馬特先生」所提交的這件作品是否為藝術作品。然而理事會對於小便斗是否能夠成為藝術作品提交的會議討論，實際上也違背事前宣布的「自由且未審查」的主張。不過理事會多數成員仍堅持認為《噴泉》由於是直接使用生活上經常用到的小便斗，因此《噴泉》並非藝術作品而不應當在展覽會上展出。其中畫家喬治·貝洛斯認為其目的過於粗俗，並且從藝術家名稱「R·馬特」質疑其可信度，進而認為這是一個「玩笑」。但沃爾特·康拉德·阿倫斯伯格則為「理察·馬特」辯護說入會費繳交的形式，已經使得物件從原本使用價值轉換成為形式吸引力的表現，同時他還提到已經存在有美學的形式。最後在展覽前一天的理事會會議上，在經過多數決後由主席威廉˙格拉肯斯確認共識，認定這件作品依照任何定義都不能視為藝術作品，也因此不應當在展覽中展出。而在寄回給「理察·馬特」的回信中所提出的確切理由則分別有：
| “ | 1. 該物是不道德且粗俗的。 2. 該物涉嫌抄襲，所做的只是拿了一个普通的小便斗。 | ” |

在確認「理察·馬特」的《噴泉》作品不能夠於展覽會場展出後，杜象表示為抗議獨立藝術家協會理事會主張不一致，認為其無法公正的審視《噴泉》作品而決定退出理事會；而展覽結束後，阿倫斯伯格也同樣基於向社會交代為由決定退出理事會。但是兩人在第一時間都沒有向其他理事會成員承認整個挑釁作為，實際上便是杜象所故意提交的。之後在紐約中央大廈所舉辦的藝術展覽上，《噴泉》便僅放置在展覽會場展牆後方上而沒有正式展出，同時在展覽目錄中也沒有提到這件作品，成為整個展覽會上唯一遭到否定而不能展出的藝術品。
展覽結束後，絕大部分參與成員並不知道《噴泉》這件作品的存在，而當時許多社會人士對於這次展覽抱持著成功舉辦的態度。不過在這之後威廉·格拉肯斯表示「理察·馬特」使得他們的論點重新獲得審視，進而讓這個小便斗獲得合法性。而在展覽結束後許多理事會的成員嘗試處理可能發生的爭論，包括凱薩琳·蘇菲·德萊厄便嘗試向杜象解釋為何在面對《噴泉》時選擇反對視其為作品。對此他認為該物件似乎過度缺乏原創性，而她認為「理察·馬特」在對於藝術的態度上是否「真誠」成為重要的問題，因為應當避免有人故意使用開玩笑的名稱做出具有挑釁性質的惡作劇。

### 合法性辯護
在獨立藝術家協會舉辦的展覽結束後1個禮拜，杜象和他朋友則邀請對於這次事件有興趣的攝影師阿爾佛雷德·斯蒂格利茲在攝影分離派小藝廊為《噴泉》拍攝照片，並且以美國畫家馬森·哈特利的作品《戰士們》（The Warriors）作為背景。而這批照片成為《噴泉》遭到獨立藝術家協會拒絕之後，唯一留存下來的作品紀錄檔案。當時紐約的達達主義者對於這次「馬特先生」和他所謂的藝術作品展開廣泛地討論，並且引起之後紐約新聞媒體開始投入報導。隨後到了5月時，達達主義藝術雜誌《盲人》第二期刊物便發表對於《噴泉》所帶來的爭議、以及協會隱藏這件作品的行為的評論；不過該雜誌本來就是杜象和法國作家亨利-皮埃爾·羅謝、美國藝術家貝翠絲·伍德於1917年時共同創辦，並且在一開始便以獨立藝術家協會舉辦的展覽為討論主軸。
在第二期雜誌中收錄了斯蒂格利茲所拍攝的作品照片與美國精準主義畫家查理斯·德穆斯的詩歌，試圖呈現出《噴泉》作為藝術作品時於畫廊展示的樣貌。另外在照片後面，則還有杜象的好友貝翠絲·伍德和沃爾特·康拉德·阿倫斯伯格共同撰寫、題為「理察·馬特一案」的社論文章，內容主要是為這件作品其藝術定位給予合法性辯護。兩人在文章中表示藝術家可以透過發現藝術對象這個方式賦予其意義，使得任何物體藉由選取的過程將能夠拉拔到藝術作品的地位；這也意味著藝術的創作與其親手製作並無緊密關係，相反地日常生活中許多事物只需要消除其使用價值，並且重新命名和賦予意義後便可視為創造新的脈絡。這篇文章中提出的主張對後來許多現代藝術的發展造成重要影響，並且成為藝術歷史上重要的一篇文章：
| 理察·馬特一案 |  |
| --- |  |
| 他們說任何藝術家只要付出6美元便能出現在展覽上。 理察·馬特向展覽會遞交《噴泉》，但未經討論後這件作品消失而從未展出。 拒絕馬特先生的《噴泉》的理由如下： 1. 有人主張這東西不道德且粗俗。 2. 其他人則說這只是抄襲，所做的只是個普通的小便斗。 然而，说馬特先生的《噴泉》不道德和粗俗，这很荒謬；这和日常中经常见到的浴缸没什么区别，这东西每天你都能在配管工店的展示橱窗里看到。 馬特先生是否親手製作了《噴泉》並不重要，他「選擇」了它。他拿了一件生活用品，加以擺放，讓它的實用意義在新的標題和觀點下消失——他創造了對那件物品的新想法。 至于说(他抄袭了)小便斗，那更荒谬。美国創作的藝術作品也不过只有她的配管系統和橋樑。 |  |

作家露意絲·瓦雷茲（Louise Varèse）則是發表了一篇《廁所佛像》（Le bouddha de la salle de bains）的文章，認為《噴泉》這件作品同時包含嚴肅以及戲謔兩種面向存在。斯蒂格利茲拍下《噴泉》的照片後，便以「理察·馬特」的名義讓作品短暫在位於紐約的攝影分離派小藝廊擺設，不過並未正式對外展出。不久之後《噴泉》的首個版本便遺失不見，其下落的可能結果包括有被沃爾特·康拉德·阿倫斯伯格買下、放在儲藏室、遭到銷毀或者遺棄、遭到他人偷竊等等。而根據杜象的傳記作家卡爾文·湯姆金斯提出的說法，最有可能的猜測是和杜象早期的現成物作品般，同樣被斯蒂格利茲當成垃圾而丟棄在藝廊外。

### 重製品

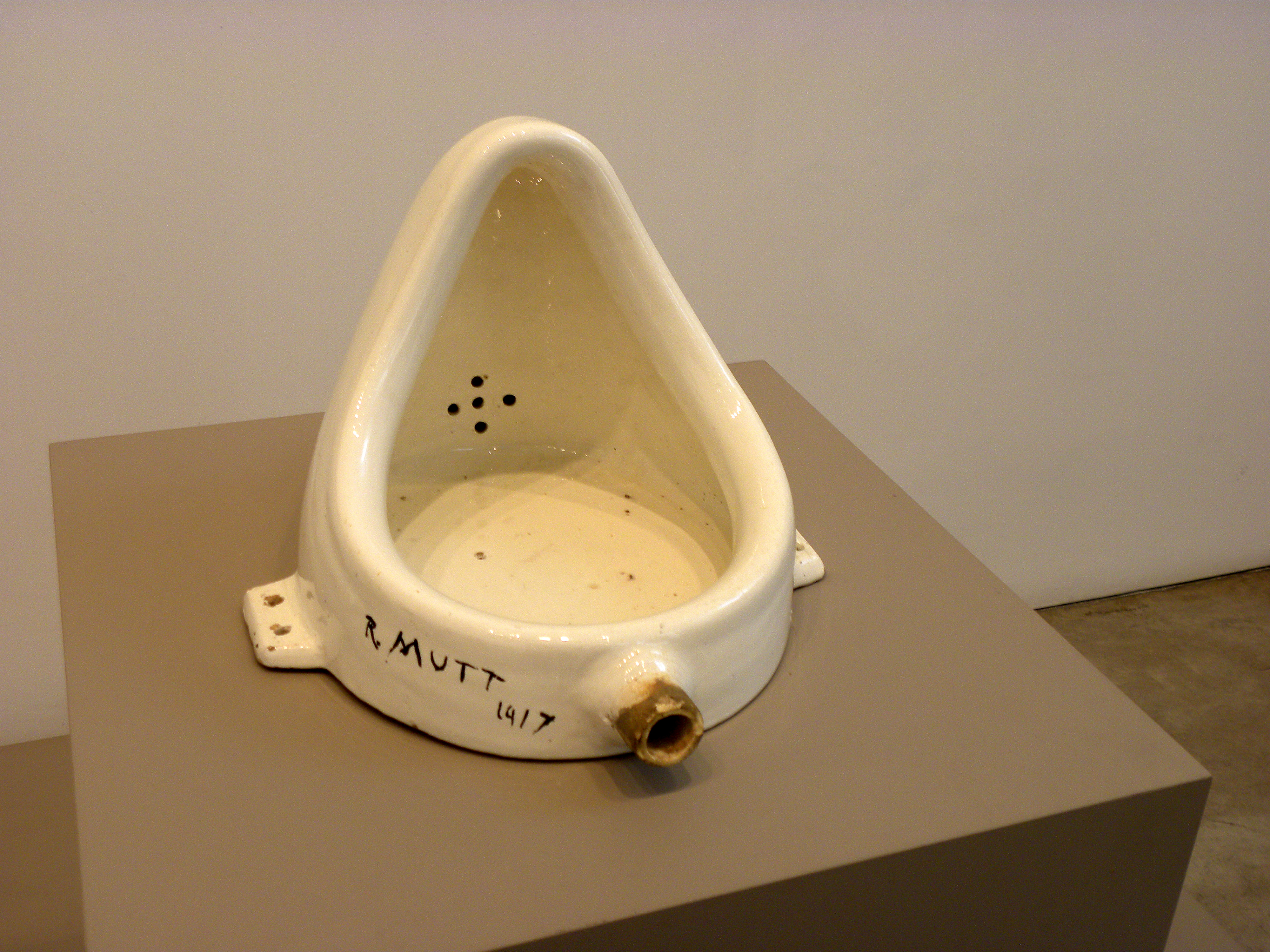
由美國費城藝術博物館收藏的《噴泉》重製品。

儘管《噴泉》在1917年推出後引起許多討論，但創作者的身分仍未明瞭；一直到1950年杜象宣稱自己在1917年的紐約嘗試展出該作品後，其創作《噴泉》一事才獲得藝術界承認。儘管最初的《噴泉》作品已經遺失，然而一些畫商和策展人則與杜象達成協議後獲得《噴泉》的重製品，並且直到今日仍於各地展示。這批《噴泉》重製品並非都使用原來作品採用的小便斗，因為相較於原本採用的小便斗、杜象更為重視小便斗作為現成物使用的概念，不過這些重製品或多或少都參考過去參考了過去阿爾佛雷德·斯蒂格利茲所拍攝的《噴泉》照片。同時杜象在絕大部分在展覽中展示的重製品，亦模仿原始的《噴泉》而簽署「R. Mutt 1917」。不過早在1938年，杜象便用紙造模和陶瓷製作出《噴泉》模型，並且同樣予以署名。到了1941年，杜象加以整理他的300多件作品並重製後，創作了《手提箱盒子》，他在手提箱的分區上也設計了小型的《噴泉》模型。
《噴泉》的第一個重製品是在1950年時製作，當時杜象是為美國紐約希德尼·賈尼斯畫廊的一場展覽授權製作的。這個《噴泉》的尺寸大小為45.9公分×38.2公分×30.4公分，但是和最早由杜象發表的《噴泉》所使用的小便斗外觀並不一致，後來這個版本的重製品在法國巴黎一處跳蚤市場遭到尋獲，並且被費城藝術博物館所收藏。到了1953年杜象則為了朋友又另外製作了《噴泉》的重製品，這個重製品的尺寸大小為52公分×42公分×33公分，不過這個版本後來則佚失。1963年時，杜象又接受瑞典藝術評論家烏爾夫·林德的邀請，特別為斯德哥爾摩的當代美術館製作《噴泉》重製品，後來則在烏爾夫·林德開設的畫廊展示；不過這件重製品使用的現成物並非使用原本的小便斗型號，而作品的「R. Mutt 1917」署名亦非由杜象本人所完成。
1964年10月，杜象則接受在義大利米蘭開設畫廊的藝術史學者阿圖羅·須瓦茲的邀請，又使用上釉的陶器另外製作8件《噴泉》重製品。不過這批重製品並非如原始版本般直接使用現成物，而是利用傳統雕塑的手法另外手工製作模具。同時杜象還特別特別藉由上漆的手法使重製品與原作相仿，尺寸大小為63公分×48公分×35公分。其中著名的「R. Mutt 1917」簽名則是杜象自己以黑色油漆重製，在小便斗下方還鑲嵌著印有「Marcel Duchamp 1964 （數字1至8） / Rrose / FONTAINE 1917 / Édition Galerie Schwarz , Milan」（馬塞爾·杜象，1964年重製 / 蘿絲 / 噴泉，1917年作 / 米蘭須瓦茲畫廊）的銅板標記，在上面標記著這批重製版本的《噴泉》編號。而除了原本總共8件的《噴泉》重製版本外，另外還分別在同一年在米蘭製作了提供給藝術家、策展人以及博物館展覽收藏的重製品。今日在博物館展示的《噴泉》重製品主要以1964年在米蘭製作的這批《噴泉》為主，最後一部分重製品被世界各地的重要公共機構收藏著，不過也有一些展覽品則進入藝術市場販售。
目前收藏有《噴泉》重製品的機構包括有美國的印第安那大學布魯明頓分校美術館、舊金山現代藝術博物館與費城藝術博物館、加拿大的加拿大國立美術館、法國的龐畢度中心與麥約美術館、英國的泰特現代藝術館與蘇格蘭國立現代美術館、義大利的國立現代藝術美術館、以色列的以色列博物館以及日本的京都國立近代美術館，另外也有一部分則是被以色列企業家喬斯·穆格拉比、希臘收藏家季米特里斯·达斯卡罗普洛斯、希臘建築企業家達吉斯·尤安努、義大利收藏家吉奧·迪·馬吉奧（Gio Di Maggio）和露易謝拉·齊尼奧內（Luisella Zignone）等人私人收藏。伴隨著大量的複製行為，使得《噴泉》成為杜象規模最大的作品系列。儘管所有後來的版本都是依據1917年的製造經驗和原始照片紀錄來重新製作的，然而個別重製品無論是小便斗或簽名的和尺寸形式皆有所不同。一部分原因在於杜象本人並不關注重製品的作品複製性部分，以繼續在博物館收藏界仍然能夠維持小便斗本身所具有的反藝術觀念。

## 評論

### 作品含意

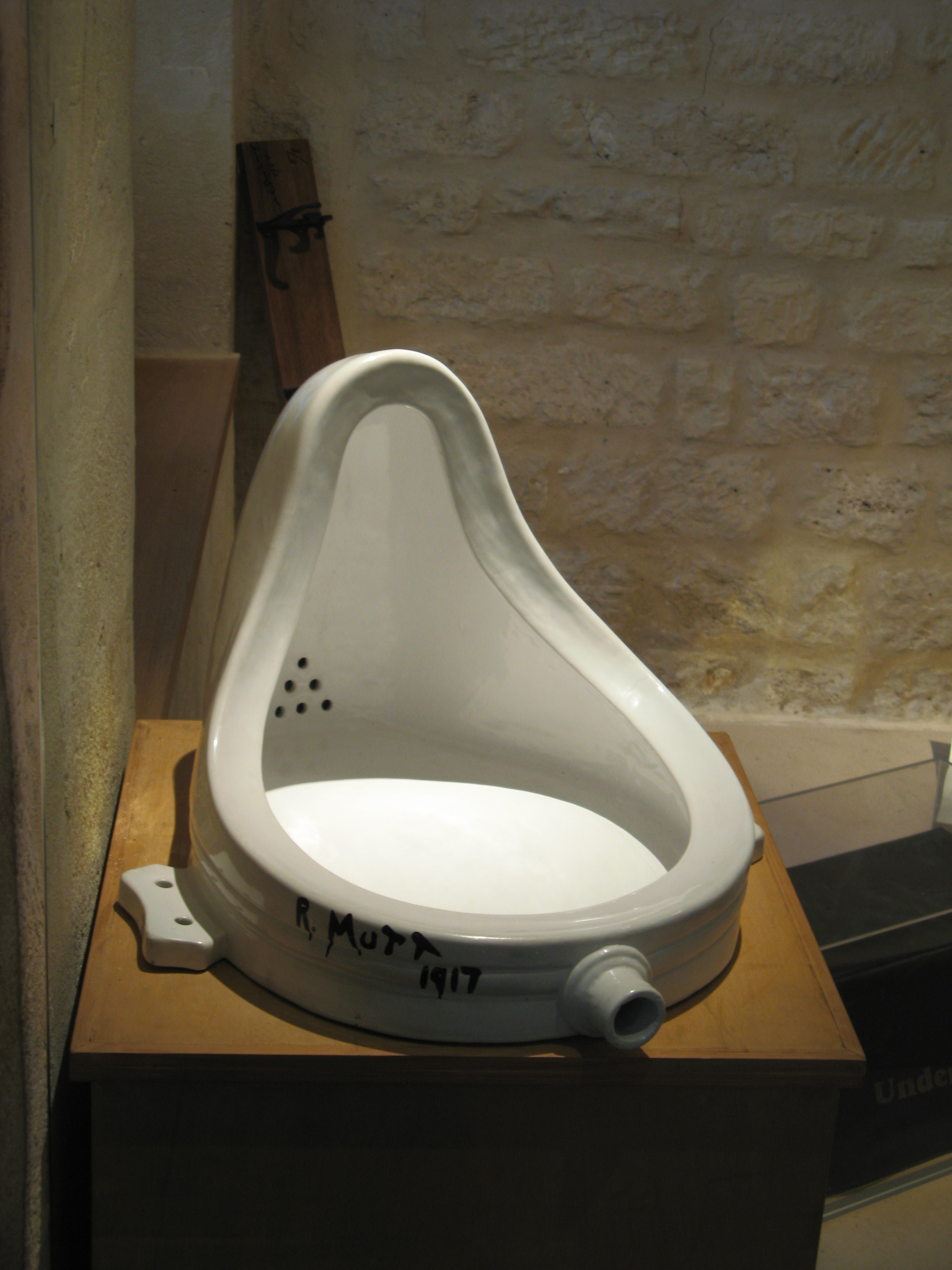
於法國麥約美術館展示的《噴泉》重製品。

《噴泉》這一系列藝術品被視為現代藝術最為複雜的作品之一，同時也是在杜象所有的現成物中最知名的作品。杜象在《噴泉》作品中選擇使用現成物的作法，透過原本常見的日用品轉換成為藝術品；在這過程中藝術家負責的角色是給予物件意義，進而使日常用品得以提升至藝術品的地位。而其張力主要原因在於現成物使用的小便斗所賦予的廁所象徵意義，以及其新加上的名稱「噴泉」兩者之間的差異，這在概念上賦予現成物藝術最大的挑戰，同時也破壞觀者對於噴泉的共同想像。有關《噴泉》這件作品的其他意見也頗具批判性，其中一項論述提到過去美學概念認為藝術家的製作技法是創作真正藝術品的重要因素，也因為親手製作的緣故使得作品得以感動他人；然而杜象在創作《噴泉》這件作品時幾乎不需要技法，而有關現成物的想法則認為藝術作品最為重要的元素為其內涵的藝術思想。對此杜象在接受訪問時則表示，他創作這件作品的目的是把藝術的焦點從實體工藝轉移到思想詮釋上。
對此比利時藝術史學者蒂埃里·德·迪弗將《噴泉》稱作現成物最為經典的範例作品，而加拿大哲學家斯蒂芬·希克斯認為相當熟悉歐洲藝術史的杜象，明顯透過《噴泉》來發表當時具挑釁性質的聲明：「藝術家不是最偉大的創造者，杜象在水管商店購買此物。這個藝術作品指涉的不是一個特殊的對象，而是從工廠大規模生產而來。藝術的經驗並不令人興奮和崇高，充其量是令人費解的，而大多時候都盡量遠離厭惡感。除了以上所述，杜象並沒有選擇任何現成物進行展示。選擇小便斗使得他傳遞的訊息十分明確：藝術就是你尿出的東西。」另外在《理察·馬特一案》一文中，則嘗試解釋《噴泉》因為滿足下列四點條件而應當視為「藝術」看待：
- 主體：作品本身的存在並不重要，在作為主體的小便斗遺失的情況下，仍然得以透過照片證明其觀念，現成物不過是作為觀念的再現。
- 宣言：「理察·馬特」選擇、命名並且署名而完成一件作品，儘管作品並非他親手製作而成，但是他仍然透過選擇和聲明「這是藝術」而製作了這件作品。甚至發表聲明者可能不需要存在，因為「理察·馬特」不過就是杜象虛構出來的人名。
- 觀眾：陸續有人跟進並且重複發表聲明，例如阿爾佛雷德·斯蒂格利茲意識到其為藝術並且將其拍攝成照片。
- 機構：獨立藝術家協會的組織運作彷彿將其視為無法認可的對象，然而恰恰就是予以否認這個行為使得「理察·馬特」想要傳達的主題得以成立。

同時拒絕展出《噴泉》的獨立藝術家協會一方面因為受到自己理事會成員杜象的蒙騙、另一方面對於藝術的評斷採取民主制度，使得該組織後來遭到社會大眾和新聞媒體的嘲諷。同時獨立藝術家協會拒絕獨立藝術家作品的舉動，也顯示出其與所反對的傳統評審團仍十分相近。另外在《噴泉》原始作品遺失後，由於原本製作的工廠已經不再生產同一型號的貝德福郡型小便斗，這使得杜象後來製作重製品而必須特別製作之，這為整個系列作品帶來新的涵義。不過此舉也表現出馬克思主義所主張的藝術原作交換價值的破壞，轉而成為藝術概念的移轉與價值轉換。對此歷史學家詹姆斯·理雅各（James Leggio）認為使用不同方式製作重製品一事，除了讓原始作品照片改變衛浴工具的涵義，也改變原本作品必須都是由「理察·馬特」製作的假設。

### 表現方式
加拿大維多利亞大學教授門諾·休布列格茨（Menno Hubregtse）認為杜象可能參考羅伯特·科迪（Robert J. Coady）主張將工業機械提升至純藝術形式的作法，而選擇《噴泉》作為一個現成物藝術。同時他也指出1916年12月時，科迪在自己出版的美國藝術雜誌《土壤》（The Soil）中，對於法國藝術家讓·克羅蒂創作的《杜象肖像（量身訂做的雕塑）》（Portrait of Marcel Duchamp (Sculpture Made to Measure)）發表許多評論。對此休布列格茨指出杜象選擇小便斗作為現成物，可能就是為了聰明回應科迪對於克羅蒂雕塑的評論「水管工人的絕對表達」。
由於當前的《噴泉》為重製作品，這使得斯蒂格利茲為原始作品拍攝的照片成為其唯一的形象，並且從這幾張照片中延伸出相關的解釋。其中法國報紙《文雅信使》於1918年報導《噴泉》引起的相關討論時將這件作品稱為「浴室佛像」（Le Bouddha de la salle de bain），並且表示「馬特先生」在紐約發表的《噴泉》作品，其小便斗的凹陷處令人想起原地正坐的佛像。而湯姆金斯則指出觀看《噴泉》並不需要太多延伸想像，認為倒過來放的小便斗其輕輕流淌般的曲線將讓人想起文藝復興時期的《聖母瑪利亞》或坐佛像的含蓄面貌，又或者更容易從外觀聯想到法國雕塑家康斯坦丁·布朗庫西著名的拋光情色風格。

## 影響

### 作品評價

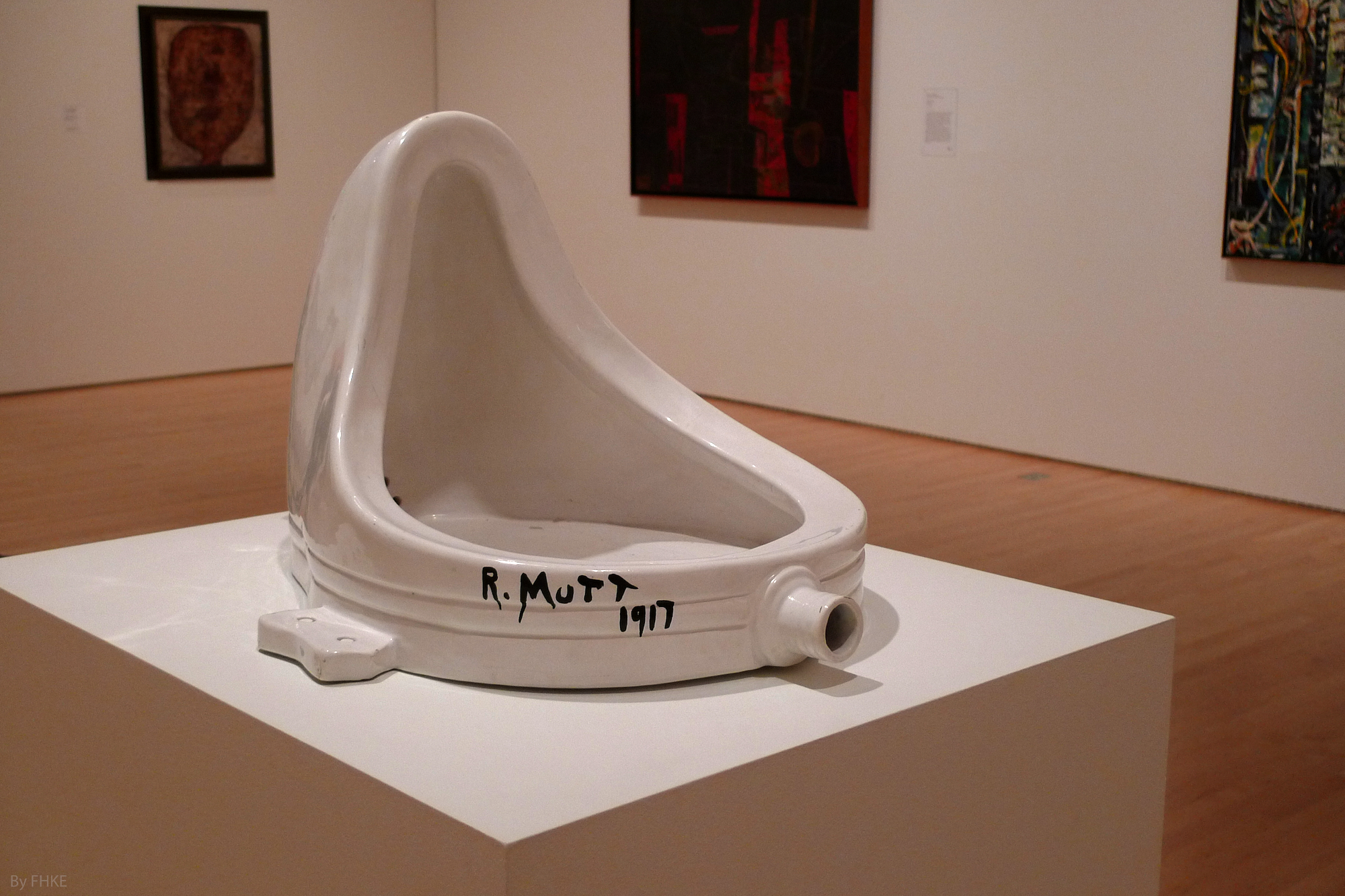
由美國舊金山現代藝術博物館收藏的《噴泉》重製品。

杜象在1917年使用署名「R. Mutt」的小便斗創作了《噴泉》、並且試圖參與獨立藝術家協會展出失敗後獲得廣泛討論，這件作品甚至比先前杜象提出的《下樓梯的裸女二號》更具影響力，並且在之後成為20世紀最具爭議性的藝術作品。而儘管杜象在1945年後開始不再持續從事藝術創作工作，然而該件作品後來重新獲得藝術世界的全面承認，並且成為藝術作品的新範式。其中在藝術史定位中，杜象把小便斗拉抬至藝術的舉動結束了視覺藝術的主導地位，並且透過的《噴泉》所擁有的涵義開啟新的藝術發展，並且成為許多當代藝術的出發點。後來《噴泉》其重製品、授權製作品以及短暫使用的版本在藝術市場受到熱烈歡迎，其中杜象在1964年的其中一件重製品在1999年11月時於蘇富比賣出190萬美元，而買下重製品的雅典商人达斯卡罗普洛斯便認為「這代表當代藝術的起源」。不過儘管杜象的《噴泉》其所挑戰的目標為傳統藝術，但是杜象並非試圖藉由此舉讓《噴泉》得以獲得認可，而是對於藝術乃至於前衛概念進行嘲諷。
杜象的《噴泉》強調了藝術作品中的思維重要性，否定過去藝術家的視覺媒材是為了表達某種知識事物，相反地則是將其所包含的思想視為重點元素，這一主張大大影響1960年代的概念藝術。與此同時，1960年代的普普藝術也同樣受到杜象所提出的現成物概念影響，認可將日常物體納入藝術元素之作法。而20世紀初期主張叛亂精神的達達主義，其拒絕在作品中使用物體原本意義的作法也影響後來許多藝術作品。不過有關杜象對於其作品獲得極高知名度後的態度，許多人則錯誤引用他提出的「這個『新達達』，他們所謂的『寫實主義』、『普普藝術』、『組合藝術』等等，是毫不費力得來的，並且靠『達達』的成果維生。當初我創造現成物藝術，為的是想挫挫美術的銳氣。在新達達裡，他們採用了我的現成物而且在其中發現美術之美。我把瓶架和小便斗甩到它們臉上作為一種挑戰，他們現在卻以美術之『美』讚賞那些東西。」一語，不過達達主義學者漢斯·李希特則表示該句源自於1961年他與杜象的信件，而他表示杜象曾經以法語表示：「好吧，他們做得不錯。」
2004年12月，500位英國藝術界的藝術家、藝術史學者將杜象的《噴泉》票選為20世紀最具影響力的藝術作品；其中杜象的《噴泉》在入選的1,900件藝術品中獲得評審團64%的票數，而這得票數也比西班牙畫家巴勃羅·畢卡索的著名畫作《亞維農的少女》還要來得多。2006年，美國藝術評論家傑瑞·索茲在《村聲雜誌》中寫道：「杜象堅定地聲稱他要將藝術家『反神格化』，現成物提供了一種迴避無彈性、非此即彼的美學命題的方式。現成物的出現，表示藝術經歷了如同哥白尼創立日心說一般的轉變。《噴泉》被稱為『acheropoietoi』（原文），即非經藝術家之手塑造的形象。《噴泉》讓我們接觸到原始物件，它仍然是原始物件，但也以轉化的哲學與形上學狀態存在著。它展現了康德式的崇高：它是一件超越形式的藝術品，但也是可理解的；它摧毀了一個概念，但同時也讓概念更強烈地出現。」2008年2月，英國《獨立報》的一篇文章中提到，杜象用這件作品發明了概念藝術的作法，並「永遠切斷了藝術和作品價值之間的傳統連結」。

### 藝術創作

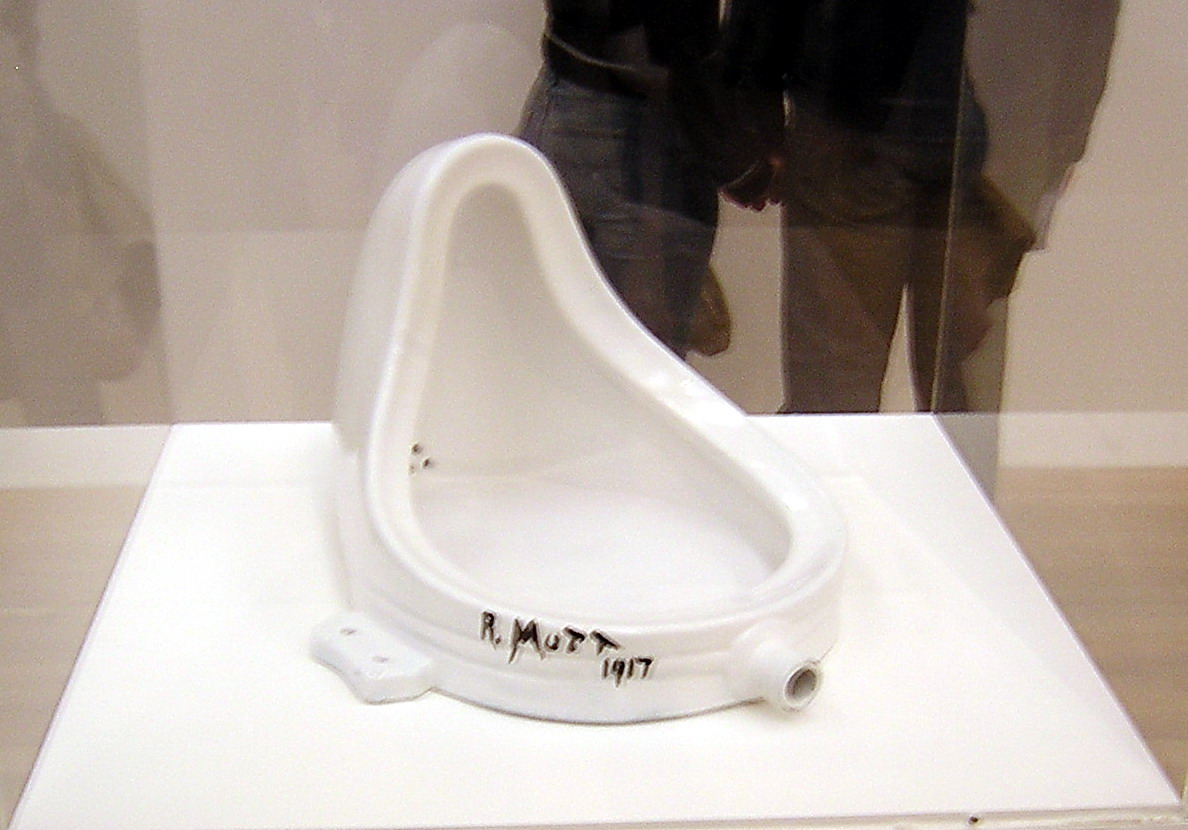
英國泰特現代藝術館的《噴泉》重製品過去便曾被蔡元與奚建君嘗試作為自身創作元素。

由於《噴泉》其本身的小便斗外型和知名度，使得數名表演藝術家都嘗試藉由該作品或者取用其元素從事藝術行為。1991年時，美國藝術家雪莉·勒文在明尼亞波利斯沃克藝術中心展出鍍金的青銅雕塑《噴泉（馬塞爾·杜象之後）》（Fountain (After Marcel Duchamp)），然而該雕塑與杜象的《噴泉》不同的是並非工業批量生產而成，相反地則是猶如青銅、黃金等高貴材料特別製作，不過在外型上仍然繼續沿用《噴泉》的現成物外觀。1993年8月25日，法國行為藝術家皮耶·皮農切利在法國南部城市尼姆首次展出時對《噴泉》這件作品小便，並且表示這是源自於新達達主義者和維也納行動主義的藝術介入行為衍生而來，最終他被判處繳交罰款。同一年南非藝術家肯特·格爾斯也趁著《噴泉》在義大利威尼斯展出時在其上小便，這項舉動使得他在藝術界成名。
英國藝術家暨音樂家布萊恩·伊諾也表示《噴泉》於1993年在現代藝術博物館展示時成功尿在其上，不過他表示因為有保護玻璃的緣故而僅獲得技術性勝利，也就是透過管子將尿液從縫隙中灌入。1999年，瑞典藝術家比昂·基爾托夫特（Björn Kjelltoft）對斯德哥爾摩當代美術館展出的《噴泉》作品小便。2000年春天，曾經在泰特不列顛於1999年舉辦透納獎展覽時跳上翠西·艾敏的裝置雕塑作品《我的床》的兩位行為藝術家蔡元與奚建君，則前往新開的泰特現代藝術館並且對展示的《噴泉》1964年藝術家授權複製品小便。不過由於作品外面罩著透明的聚甲基丙烯酸甲酯，使得他們無法直接污染作品。之後泰特現代藝術館館方認為他們在威脅「藝術品與我們的工作人員」而禁止兩人入館，並且否認他們成功地將尿液撒在作品上方。而有關蔡元與奚建君之所以認為必須為杜象的作品添加東西之理由，蔡元則表示：「小便斗就在那裡——那是個邀請。杜象自己說過那是藝術家的選擇，他選擇什麼是藝術，我們只是加上東西。」在同一年時，美國藝術家麥可·畢德羅則透過挪用《噴泉》這一元素，將許多相關的圖像和模型聚集成藝術作品。
2006年1月4日，皮農切利則在巴黎龐畢度中心展出的達達主義展覽中，用錘子攻擊《噴泉》並且在外表留下一個細微的缺口。因為這次破壞行為而遭到逮捕的皮農切利宣稱這次攻擊行為是一個行為藝術作品，試圖想要增加《噴泉》其自身價值；且如同杜象特意去破壞過去對於藝術的定義，他認為杜象本人對此舉也會感到欣賞。隔年1月，巴黎上訴法院判處其3個月有期徒刑，並且得以緩刑2年。其中當時估計作品本身價值約有3,000,000歐元，而儘管法國國立現代藝術美術館曾經要求2,800,000歐元的賠償金，不過上訴法院考量作品藝術價值後，僅裁定繳付14,352歐元的損壞賠償。2008年，法國概念藝術家萨阿丹·阿菲夫開始進行《噴泉檔案》工作，迄今《噴泉檔案》已經收藏了約500張杜象的陶瓷小便斗照片。在這作品中阿菲夫收集並且重組自己收藏的杜象《噴泉》照片與文章，其來源包括有書籍、報紙、雜誌和百科全書等出版物；阿菲夫還為為這些拼貼作品加上具保護和裝飾功能的畫框，並且依據展覽場地的不同而有不同的布置方式。《噴泉檔案》中每個藝術作品都以嚴謹的規則製作，而新的檔案作品都有自己的出處證明以代表其真實性。阿菲夫自2013年開始發表相關的出版物介紹這個計畫，試圖從歷史發展的角度重現杜象的作品《噴泉》。

### 其他說法

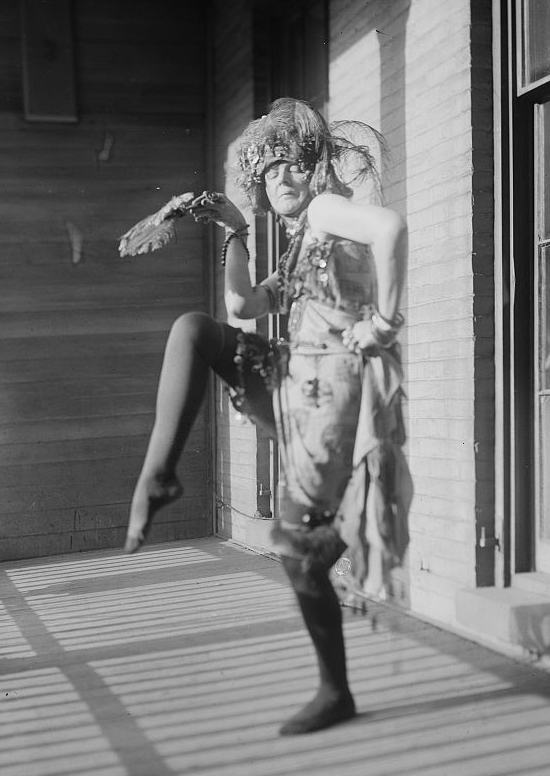
一些評論認為艾莎·馮·費萊塔格-蘿玲霍芙才是《噴泉》實際上的創作者。

《噴泉》在1917年提交給紐約獨立藝術家協會時使用「R·馬特」的假名，後來藝術世界便將現成物作品視為虛構的費城藝術家「理察·馬特」所創作，其中包括當時紐約活躍的達達主義成員也如此相信。後來在杜象主導下阿爾佛雷德·斯蒂格利茲為《噴泉》拍下照片，而達達主義成員出版的雜誌《盲人》也把「理察·馬特」視為《噴泉》的作者並且予以評論。一直到1950年左右，杜象才開始對外證實《噴泉》實際上由其所創作的現成物。然而到了近代開始對於杜象為《噴泉》唯一作者的論點開始有所爭議，並認為《噴泉》實際上是多人合作的成果，其中1917年4月11日杜象在寄給妹妹蘇珊的一封信中，提到有女性朋友提供小便斗幫助他創作這件作品，之後他則拿這作品送至展覽會上。在信中他提到：「我的一名常用男性化筆名『理察·馬特』的女性朋友送我一個陶瓷小便斗作為雕塑作品。」（Une de mes amies sous un pseudonyme masculin, Richard Mutt, avait envoyé une pissotière en porcelaine comme sculpture.）
儘管在這之後杜象從來沒有明確提到誰是這件作品的合作者，許多博物館並未對於創作者可能出現的爭議有所討論。例如美國現代藝術博物館便對杜象的重製品予以授權承認，而杜象傳記作者卡爾文·湯姆金斯則認為這懷疑並不應當存在。不過在後來的研究考察中則認為有兩位女性可能是《噴泉》的實際作者，其中一位被認為可能是《噴泉》實際作者的女性人選是德國達達主義藝術家艾莎·馮·費萊塔格-蘿玲霍芙。對此傳記作者艾琳·蓋摩認為相較於杜象常使用的藝術手法，選擇使用小便斗當作藝術作品更符合費萊塔格-蘿玲霍芙提出的糞便美學。而她除了曾在1917年時與美國現代主義畫家莫顿·利文斯顿·和尚博格共同創作集合雕塑《神》，在1966年時紐約惠特尼美術館更發現了其現成物作品《馬塞爾·杜象肖像》。
而另外一名人選為之後在藝術期刊《盲人》上發表文章討論《噴泉》的露意絲·瓦雷茲（Louise Varèse），當時瓦雷茲才剛與作為美國詩人的丈夫阿蘭·諾頓分居，而改住在她父母在紐約西110街88號的一棟公寓。而在攝影師阿爾佛雷德·斯蒂格利茲所拍攝《噴泉》旁的入場票證照片中，這個地址連同「理察·馬特」（Richard Mutt）的簽名則部分可以辨識，而提供給新聞媒體的電話號碼實際上也是露意絲·瓦雷茲所擁有。其他有關《噴泉》的說法還有像2000年時，美國藝術史學者朗達·羅蘭·舒利亞便在線上雜誌《既成事實》（Tout-Fait）上作出結論，認為《噴泉》這件作品僅僅是不同照片組合而成的形象。而包括威廉·坎菲尔德（William A. Camfield）等學者也表示在當時所有小便斗型號目錄中，從來沒有找到能夠和《噴泉》照片中相互匹配的小便斗。

## 外部連結
- （英文） Blindman No. 2（页面存档备份，存于）
- （英文） Dada
- （英文） Fountain
- （英文） Marcel Duchamp: A readymade case for collecting objects of our cultural heritage along with works of art（页面存档备份，存于）
- （英文） The Richard Mutt Case: Looking For Marcel Duchamp's Fountain
- （德文） Was macht ein Werk zum Kunstwerk?（页面存档备份，存于）
- （法文） L'ŒUVRE DE MARCEL DUCHAMP